# Anaea polyxena
Anaea polyxena är en fjärilsart som beskrevs av Johannes Karl Max Röber 1924. Anaea polyxena ingår i släktet Anaea och familjen praktfjärilar. Inga underarter finns listade i Catalogue of Life.